# Lanobre
Lanobre – miejscowość i gmina we Francji, w regionie Owernia-Rodan-Alpy, w departamencie Cantal.
Według danych na rok 1990 gminę zamieszkiwały 1473 osoby, a gęstość zaludnienia wynosiła 36 osób/km² (wśród 1310 gmin Owernii Lanobre plasuje się na 144. miejscu pod względem liczby ludności, natomiast pod względem powierzchni na miejscu 82.).